# IPadOS 17
iPadOS 17はAppleが開発していた5番目のiPadOSである。2023年6月5日から開催されたWorldwide Developers Conference (WWDC) の基調講演で発表され、同年9月18日（米国時間）より無償配布されている。
iPadOS 17では、第1世代のiPad Pro 12.9インチモデルと9.7インチモデル、第5世代のiPadがサポート対象から外された。これによりiPad Proシリーズでのサポート終了は今回が初めてとなる。
パブリックベータ版は、2023年7月12日より配布された。

## 概要
iPad (第6世代)以降、iPad Air (第3世代)以降、iPad mini (第5世代)以降、12.9インチiPad Pro (第2世代)/10.5インチiPad Pro以降に対応。
iPadOS 16までサポートされたモデルのうち12.9インチiPad Pro (第1世代)、9.7インチiPad Pro、iPad (第5世代)がiPadOS 17以降においてサポート対象外となった。

## 新機能・変更点

### ロック画面
- iPadOS 16から新たにデザインし直された。

### 着信音と通知音
- 着信音と通知音が追加され、プッシュ通知の音は[トライトーン]から[リバウンド]に変更された。iPadOS 16以前の着信音や通知音は[クラシック]カテゴリに移動し、引き続き利用できる。
- iOSでは長年プッシュ通知の音は変更できなかったが、iPadOS 17.2から変更可能になった。

### PDFドキュメントの扱い
- iPadOS 17は、PDFフォームを認識して入力を容易に行える。

### Siri
- "Siri"と呼ぶだけで Siri が起動するようになった。

### 時計アプリ
- タイマー機能で複数のタイマーを利用できるようになった。

### ヘルスケアアプリ
- iPhoneのように、iPadでもヘルスケアアプリが利用できるようになった。

### メモ
- メモ・アプリでPDFドキュメントのリアルタイム共有ができるようになった。

### メール
- 認証コードがメールに届いた場合、Safariに自動入力する。

## バージョン
| バージョン | ビルド | 配信日         | ノート |  |
| ---------- | ------ | -------------- | --- |  |
| 17.0       | 21A329 | 2023年9月18日  | iPadOS 17 のアップデートについて |  |
| 17.0.1     | 21A340 | 2023年9月21日  | セキュリティアップデート |  |
| 17.0.2     | 21A351 | 2023年9月25日  | 設定中に別のiPadから直接データを転送できないことがある問題修正 |  |
| 17.0.3     | 21A360 | 2023年10月4日  | 重要なバグ修正とセキュリティアップデート |  |
| 17.1       | 21B91  | 2023年10月25日 | セキュリティアップデート、複数の問題の修正、機能追加 |  |
| 17.1.2     | 21B101 | 2023年11月30日 | セキュリティアップデート |  |
| 17.2       | 21C62  | 2023年12月11日 | セキュリティアップデート、複数の問題の修正、PDF関連やメッセージと時計の機能強化 |  |
| 17.3       | 21D50  | 2024年1月22日  | セキュリティアップデート |  |
| 17.3.1     | 21D61  | 2024年2月8日   | 入力中にテキストが予期せず重複したり重なったりする可能性がある問題の修正 |  |
| 17.4       | 21E219 | 2024年3月5日   | リリースノート、セキュリティアップデート 新しい絵文字の追加、Podcastの改良・英語、スペイン語、フランス語、ドイツ語文字起こし機能                                                                          |  |
| 17.4.1     | 21E236 | 2024年3月21日  | リリースノート セキュリティアップデート 一部のモデルでQRコードのスキャンができない問題の改善 |  |
| 17.5       | 21F79  | 2024年5月13日  | リリースノート セキュリティアップデート 新しい壁紙、自身のものでないBluetoothトラッカーが一緒に移動している場合、そのデバイスがペアリングされているオペレーティングシステムに関わらず、ユーザに通知を送信 |  |
| 17.5       | 21F84  | 2024年5月15日  | リリースノート セキュリティアップデート 新しい壁紙、自身のものでないBluetoothトラッカーが一緒に移動している場合、そのデバイスがペアリングされているオペレーティングシステムに関わらず、ユーザに通知を送信 |  |
| 17.5.1     | 21F90  | 2024年5月20日  | データベース破損により削除した写真が写真ライブラリに再表示されることがまれにある問題修正 |  |
| 17.6       | 21G80  | 2024年7月29日  | リリースノート セキュリティアップデート |  |
| 17.6.1     | 21G93  | 2024年8月7日   | 高度なデータ保護の有効・無効が出来なくなる問題修正 |  |
| 17.6.1     | 21G101 | 2024年8月19日  | 高度なデータ保護の有効・無効が出来なくなる問題修正 |  |
| 17.7       | 21H16  | 2024年9月16日  | セキュリティアップデート |  |
| 17.7.1     | 21H216 | 2024年10月28日 | セキュリティアップデート |  |
| 17.7.2     | 21H221 | 2024年11月19日 | セキュリティアップデート |  |
| 17.7.3     | 21H312 | 2024年12月11日 | セキュリティアップデート対象: 10.5インチiPad Pro、12.9インチiPad Pro (第2世代)、iPad (第6世代) |  |
| 17.7.4     | 21H414 | 2024年1月27日  | セキュリティアップデート対象: 10.5インチiPad Pro、12.9インチiPad Pro (第2世代)、iPad (第6世代) |  |
| 17.7.5     | 21H420 | 2024年2月10日  | セキュリティアップデート対象: 10.5インチiPad Pro、12.9インチiPad Pro (第2世代)、iPad (第6世代) |  |
| 17.7.6     | 21H423 | 2025年3月31日  | セキュリティアップデート対象: 10.5インチiPad Pro、12.9インチiPad Pro (第2世代)、iPad (第6世代) |  |
| 17.7.7*    | 21H433 | 2025年5月12日  | セキュリティアップデート対象: 10.5インチiPad Pro、12.9インチiPad Pro (第2世代)、iPad (第6世代) 不具合により、5月16日に取り下げられた。                                                                    |  |
| 17.7.8     | 21H440 | 2025年5月19日  | 対象: 10.5インチiPad Pro、12.9インチiPad Pro (第2世代)、iPad (第6世代) |  |
| 17.7.9     | 21H446 | 2025年7月29日  | セキュリティアップデート対象: 10.5インチiPad Pro、12.9インチiPad Pro (第2世代)、iPad (第6世代) |  |

注：白色は過去のバージョン、緑 *は最新のバージョン。

## 対応端末
iPadOS 17はA10 Fusion以降を必須とする。よって、iPadOS 16までサポートしていたA9やA9X、またはそれ以前を搭載した機種はサポートされない。A10 FusionやA10X搭載したiPadでは限定的な機能のみ利用できる。A12, A12X, A12Z, A13を搭載した機種ではより多くの機能を利用できる。A14やA15を搭載した機種でほとんどの機能を利用できるが、iPadOS 17の全ての機能を利用するにはApple M1かApple M2 、 Apple M4を搭載したiPad Air, iPad Proが必要である。
iPadOS 17では、Apple Pencilをサポートした最初の世代のiPad Proが初めてサポートされなくなった。

### iPad
| * iPad (第6世代) - iPad (第7世代) - iPad (第8世代) - iPad (第9世代) - iPad mini (第5世代) - iPad mini (第6世代) - iPad Air (第3世代) - iPad Air (第4世代) - iPad Air (第5世代) - 13インチiPad Air (M2) - 11インチiPad Air (M2) | * 12.9インチiPad Pro (第2世代) - 10.5インチiPad Pro - 12.9インチiPad Pro (第3世代) - 11インチiPad Pro (第1世代) - 12.9インチiPad Pro (第4世代) - 11インチiPad Pro (第2世代) - 12.9インチiPad Pro (第5世代) - 11インチiPad Pro (第3世代) - 12.9インチiPad Pro (第6世代) - 11インチiPad Pro (第4世代) - 13インチiPad Pro (M4) - 11インチiPad Pro (M4) |